# +Música (canal de televisión)
+Música fue un canal de televisión de pago que mantuvo sus emisiones entre julio de 1997 y septiembre de 1998.

## Historia
+Música comenzó sus emisiones el 15 de julio de 1997 dentro de la plataforma de televisión por satélite, Canal Satélite Digital. Sus emisiones las inauguró el artista británico David Bowie.
El canal estaba producido por Canal+ y la cadena SER, y ofrecía videoclips de artistas nacionales e internacionales. Abarcaba todo tipo de géneros y emitía en el dial 15 de la plataforma.
El 1 de septiembre de 1998 fue reemplazado por el canal musical 40 TV.